# 16 Dywizja Kawalerii (RFSRR)
16 Dywizja Kawalerii (ros. 16-я кавалерийская дивизия) – związek taktyczny kawalerii Armii Czerwonej okresu wojny domowej w Rosji i wojny polsko-bolszewickiej.

## Struktura organizacyjna
Stan na dzień 25 kwietnia 1920
dowództwo dywizji
- 1 Brygada Kawalerii
  - 91 pułk kawalerii
  - 92 pułk kawalerii
- 2 Brygada Kawalerii
  - 93 pułk kawalerii
  - 94 pułk kawalerii
- 3 Brygada Kawalerii
  - 95 pułk kawalerii
  - 96 pułk kawalerii